# Mistrovství Evropy juniorů v biatlonu
Mistrovství Evropy juniorů v biatlonu je po juniorském mistrovství světa druhou nejdůležitější juniorskou akcí biatlonu, kterou organizuje Mezinárodní biatlonová unie (IBU).
Mistrovství Evropy juniorů bylo založeno roku 2016, kdy se poprvé konalo ve slovinské Pokljuce. Předtím byly juniorské závody součástí seniorského Mistrovství Evropy.
V roce 2024 bylo rozhodnuto, že posledním evropským šampionátem bude 2026.

## Přehled mistrovství
| Juniorská mistrovství Evropy | Juniorská mistrovství Evropy |
| Rok                          | Město                        |
| ---------------------------- | ---------------------------- |
| 2016                         | Pokljuka                     |
| 2017                         | Nové Město na Moravě         |
| 2018                         | Pokljuka                     |
| 2019                         | Sjusjøen                     |
| 2020                         | Hochfilzen                   |
| 2021                         | Madona                       |
| 2022                         | Pokljuka                     |
| 2023                         | Madona                       |
| 2024                         | Jakuszyce                    |
| 2025                         | Altenberg                    |
| 2026                         | Imatra                       |